# Pteronarcys reticulata
Pteronarcys reticulata is een steenvlieg uit de familie Pteronarcyidae. De wetenschappelijke naam van de soort is voor het eerst geldig gepubliceerd in 1839 door Burmeister.